# Ca la Pona
Ca la Pona és una obra del municipi de Vilanova del Vallès (Vallès Oriental). Les finestres d'aquesta casa formen part de manera individual de l'Inventari del Patrimoni Arquitectònic de Catalunya.

## Finestres
Són finestres d'un edifici civil, situades sobre la façana d'aquest. Es tracta d'una típica masia catalana de caràcter rural. Les finestres són simètriques respecte a l'eix que marca el carener de la teulada. La de la dreta es troba al damunt de la porta d'accés, que no respecta l'eix de simetria, i respon a una tipologia gòtica: una llinda dividida en dues parts i formant un arc conopial decorat amb motius geomètrics. Els bancals són fets amb blocs de pedra rectangulars (llinda). L'altra finestra ha substituït l'arc gòtic per una llinda rectangular decorada amb dos àngels que sostenen un escut en el qual hi ha un calze i l'Esperit Sant al damunt. Es pot llegir gravada la data 1566.